# اونوره بارتلمی
اونوره بارتلمی (فرانسوی: Honoré Barthélémy‎; ۲۵ سپتامبر ۱۸۹۱ – ۱۲ مهٔ ۱۹۶۴) دوچرخه‌سوار اهل فرانسه بود.